# São Bartolomeu na Ilha Tiberina (título cardinalício)
O título cardinalício de São Bartolomeu na Ilha Tiberina (em latim: Sancti Bartholomaei in Insula) foi criado pelo Papa Leão X, em 6 de julho de 1517, quando, no consistório de 1 de julho de 1517, expandiu o número de cardeais. O título também era conhecida como São Bartolomeu entre duas pontes, porque a igreja à qual ele ligado está localizado na Ilha Tiberina, entre duas pontes.
Originalmente, a igreja ligada ao título era dedicada a Santo Adalberto, mas, quando chegaram as relíquias de São Bartolomeu, foi re-dedicada ao santo apóstolo com o nome de San Bartolomeo all'isola.

## Titulares protetores
- Egídio de Viterbo (o Ægidius), O.E.S.A. (1517)
- Domenico Giacobazzi (ou Giacobacci, ou Jacobatii) (1517-1519)
  - Sede vacante (1519-1533)
- Jean Le Veneur (1533-1543)
- Jacques d'Annebaut (1547-1548 o 1550)
- Bartolomé de la Cueva y Toledo (1551-1555)
- Fulvio Giulio della Corgna, O.E.S.S.H. (1555-1557)
  - Sede vacante (1557-1562)
- Antoine Perrenot de Granvella (1562-1568)
- Diego Espinoza (1568)
- Giulio Antonio Santori (1570-1595)
- Francesco Maria Tarugi, C.O. (1596-1602)
- Filippo Spinelli (1604-1608)
- Michelangelo Tonti (1608-1621)
- Gabriel Trejo Paniagua (1621-1630)
- Agustín Spínola (1631-1649)
  - Sede vacante (1649-1654)
- Ottavio Acquaviva d'Aragona (1654-1658)
  - Sede vacante (1658-1670)
- Francesco Nerli, o Velho (1670)
- Juan Everardo Nithard (ou Nidhardus, ou Neidarth, ou Neidhardt, ou Nidhard, ou Neithardt, ou Neidthardt), S.J. (1672-1679)
  - Sede vacante (1679-1696)
- Giovanni Giacomo Cavallerini (1696-1699)
- Niccolò Radulovich (1700-1702)
  - Sede vacante (1702-1707)
- Francesco Acquaviva d'Aragona (1707-1709)
  - Sede vacante (1709-1721)
- Álvaro Cienfuegos Villazón, S.J. (1721-1739)
  - Sede vacante (1739-1782)
- József Batthyány (1782-1799)
  - Sede vacante (1799-1803)
- Pietro Francesco Galleffi (1803-1820)
- Bonaventura Gazzola, O.F.M. (1824-1832)
- Engelbert Sterckx (1838-1867)
  - Sede vacante (1867-1874)
- János Simor (1874-1891)
- Mario Mocenni (1893-1894)
- Egidio Mauri, O.P. (1894-1895)
- Johann Evangelist Haller (1896-1900)
- Bartolomeo Bacilieri (1901-1923)
- Enrico Gasparri (1925-1933)
- Carlo Salotti (1936-1939)
- Grégoire-Pierre XV Agagianian (1946-1970)
- Aníbal Muñoz Duque (1973-1987)
- Mario Revollo Bravo (1988-1995)
- Francis Eugene George, O.M.I. (1998-2015)
- Blase Joseph Cupich (desde 2016)